# SC Bastia
Sporting Club de Bastia (normalt bare kendt som SC Bastia) er en fransk fodboldklub fra Bastia på øen Korsika. Klubben spiller i den bedste række,Ligue 1 , efter i 2014  at være rykket op fra Ligue 2. Klubben blev stiftet i 1905 og spiller sine hjemmekampe på Stade Armand Cesari. Dens største triumf var sejren i pokalturneringen Coupe de France i 1981.

## Historie
SC Bastia blev stiftet i 1905, og har sidenhen i flere omgange markeret sig i toppen af fransk fodbold med pæne resultater. I 1978 nåede klubben finalen i UEFA Cuppen, der dog blev tabt til hollandske PSV Eindhoven, og tre år efter vandt man sin hidtil største titel, da man efter finalesejr over AS Saint-Étienne sikrede sig pokaltitlen, Coupe de France. I 1997 vandt man desuden UEFA Intertoto Cup.

## Titler
- Coupe de France (1): 1981

- UEFA Intertoto Cup (1): 1997

## Kendte spillere
- Pascal Chimbonda
- Christian Karembeu
- Alexandre Song
- Roger Milla
- Michael Essien

## Danske spillere
- Dan Petersen
- Oliver Pedersen
- Jesper Hansen
- Patrick Vestergaard